# 加藤臨
加藤 臨（かとう のぞみ、1994年9月9日 - ）は、日本の女子バスケットボール選手である。ニックネームはヨウ。ポジションはフォワード。山形県出身。トヨタ紡織サンシャインラビッツ所属。

## 来歴
いずみミニでバスケを始め、羽黒中学校で全中出場、ジュニアオールスター3位、山形商業高校に進みウィンターカップいずれも準優勝。
早稲田大学進学後はインカレ優勝を経験。
2017年、トヨタ紡織に入社。
年代別日本代表として、U-18アジア選手権準優勝、U-19世界選手権8位を経験。
2017年ユニバーシアード日本代表に選ばれ銀メダル獲得。

## 経歴
- 山形商高 - 早大 - トヨタ紡織（2017年〜）

## 日本代表歴
- 2012 U-18アジア選手権
- 2013 U-19世界選手権
- 2017ユニバーシアード